# Schloss Benešov nad Ploučnicí

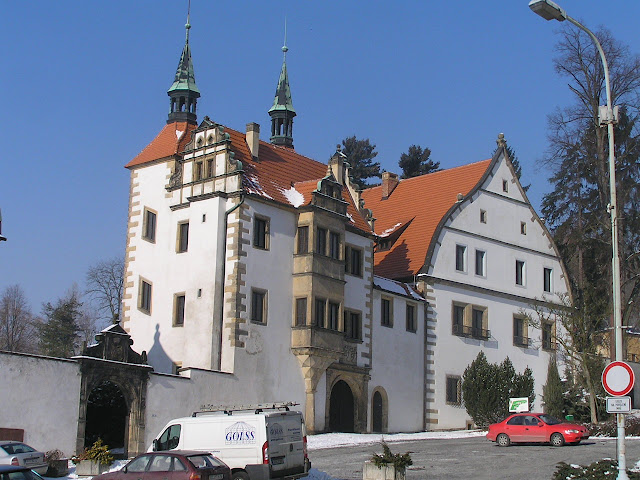
Schloss Benešov nad Ploučnicí

Das Schloss Benešov nad Ploučnicí (deutsch Schloss Bensen) befindet sich in der Stadt Benešov nad Ploučnicí in Nordböhmen.
Der Schlosskomplex wird von zwei selbständigen Schlössern gebildet. Das spätgotische Obere Schloss ließ der protestantische Friedrich von Salhausen in den Jahren 1522–1524 erbauen. Die Paläste des unteren Schlosses, die zwischen 1540 und 1578 entstanden, sind ein charakteristisches Beispiel der sächsischen Frührenaissance in Böhmen. Ein Jahrhundert später wurde die Feste in ein spätgotisches Schloss umgebaut und diente als Sommerresidenz.
Das untere Schloss gliedert sich in den
- Johann- bzw. Anton-Flügel
- Wolfschen Flügel und
- Czernin-Flügel – 1877–1888 neu erbaut

Der Wolfsche Flügel ist ein Beispiel für die Sächsische Renaissance in Böhmen.
Seit Mitte des 16. Jahrhunderts war der Besitz der beiden Schlösser getrennt. Das untere Schloss erhielt Wilhelm Kinsky von Wchinitz und Tettau. Dieser wurde 1634 zusammen mit Wallenstein ermordet, sein Vermögen konfisziert und das Schloss erhielt der kaiserliche General Johann von Aldringen. Das obere Schloss erhielt Christoph Simon von Thun. Beiden Geschlechtern diente das Schloss bis 1856 als Sommerresidenz und Wohnort für die Gutsverwalter und Förster.
Das obere Schloss (Horní zámek), dessen Rekonstruktion im Jahre 1998 beendet wurde, ist noch ohne Inneneinrichtung. Im unteren Schloss (Dolní zámek) ist die schwarze Küche und die Wohnräume der adligen Besitzer beachtenswert. Dort befinden sich auch zeitgenössische Möbel-, Porzellan-, Waffen-, Gemälde- und graphische Sammlungen.